# Солопченко, Марина Геннадьевна
Мари́на Генна́дьевна Соло́пченко (род. 21 июня 1963, Ленинград) — советская, российская актриса театра и кино, режиссер, педагог, Заслуженная артистка России (2008).

## Биография
Отец - Солопченко Геннадий Николаевич (27 сентября 1937, Ленинград – 17 июня 2017, Санкт-Петербург) - профессор Политехнического университета имени Петра Великого. 
Мать - Солопченко (Кашина) Юлия Алексеевна (09 декабря 1936, Ленинград) - инженер.
В школьные годы занималась музыкой (фортепиано, домашнее обучение) и хореографией (Народный театр балета Дворца Культуры им. Горького, Ленинград).
До поступления в Ленинградский Театральный институт (ЛГИТМиК) училась в Политехническом институте и посещала Театральную студию при институте (Театр-студия 10/16) под руководством режиссёра Суслова Валерия Степановича.  
В 1987 году окончила Ленинградский институт театра, музыки и кинематографии по классу профессора А. И. Кацмана (педагоги В.М.Фильштинский, А.Д.Андреев, К.Л.Датешидзе, В.Н Галендеев, выпускная работа: Ирина в «Трёх сёстрах» А. П. Чехова).
В 1987—1988 годы работала в Малом драматическом театре, в 1988—1997 — Театре юных зрителей имени А. А. Брянцева.
С 1997 года участвует в спектаклях Театра юных зрителей, Театра на Литейном, Пушкинского театрального центра, Белого театра, театра «Приют комедианта», Большого театра кукол, «Русской антрепризы» им. Андрея Миронова, Театра За Черной речкой.

## Личная жизнь
Первый брак с артистом и режиссёром И.В. Латышевым. Дочь - Вера Ивановна Латышева (19 октября 1991 года рождения, Санкт-Петербург) - актриса театра Мастерская Григория Козлова и кино.
С 1997 года состоит в браке с художником Э.Б.Капелюшем. Сын - Александр Эмильевич Капелюш (03 сентября,1999 года рождения) - студент театрального ВУЗа

## Творчество

### Роли втеатре
| Театр юных зрителей имени А. А. Брянцева - Берта («Ундина» Ж. Жироду, реж. А. Д. Андреев) - Лиза («Горе от ума» А. С. Грибоедова, реж. А. Д. Андреев) - Роза («Маленький принц» по повести Сент-Экзюпери, реж. А. Д. Андреев) - Джилл («Эквус» П. Шеффера, реж. А. Д. Андреев) - Соня Мармеладова («Преступление и наказание» по роману Ф. М. Достоевского, реж. Г. М. Козлов) - Ласточка («Соната счастливого города» по О. Уайльду, реж. Г. М. Козлов) - Маша («Петрушка или любовь дурака» Л. Н. Разумовской, реж. Г. Васильев) - Софья («Недоросль» Д. И. Фонвизина, реж. Г. Васильев) - Клер («Крик» Т. Уильямса, реж. Д. Л. Либуркин) - 2000 — Елена Андреевна («Леший» по пьесе А. П. Чехова, реж. И. Латышев, Г. М. Козлов) Белый театр / Театр на Литейном - 1997 — Мицико, хозяйка дома («Дом спящих красавиц» по Г.-Д. Хуану, режиссёр Г. Васильев) - 1998 — Аксюша («Лес» А. Н. Островского) - 1998 — Она («Женитьбагоголя» по произведениям Н. В. Гоголя, реж. Р. В. Смирнов) - 2002 — Настасья Филипповна («Идиот» по роману Ф. М. Достоевского, руководитель А. Вайда) - 2003 — Нора («Нора» по Г. Ибсену, реж. М. В. Бычков) - 2018 — «Гекатомба. Блокадный дневник», реж. Я. М. Тумина Пушкинский театральный центр - «Роман в письмах» по А. С. Пушкину Театр «Монплезир» - 1996 — «Станционный смотритель» Театр «Антре» - 2002 — Анна («Ближе» по П. Марберу, реж. А. Астрахани) | Эрмитажный театр - 2002 — Марья Антоновна (инсценировка В. Жука по «Ревизор» и другим произведениям Н.В. Гоголя) Театр Урбан (Чехия) - 2003 — Молли («Улисс. XVIII эпизод» по Д. Джойсу, реж. Ю.А. Васильев) Театр Приют комедианта - 2004 — Турандот («Pro Turandot» по пьесе К. Гоцци, реж. А. А. Могучий) - 2005 — Бланш Дюбуа («Трамвай «Желание»» Т. Уильямса, реж. М. В. Бычков) - 2006 — Пьеретта («Подвенечная фата Пьеретты» А. Шницлера, реж. Н. И. Дручек) - 2009 — Эльмира («Санта-Крус» М. Фишера, реж. Г. З. Цхвирава) - 2010 — Мадлон («Смешные поневоле», реж. А. Л. Баргман) - 2014 — Галя Петропавловская («Тысяча и одна…», реж. Я. М. Тумина) - 2018 - 'Женщина-полицейский («Человек из Подольска», реж. М. В. Бычков) Большой театр кукол - 2007 — Тойбеле («Тойбеле и её демон» И. Зингера, реж. Г. И. Бызгу) - 2010 — «100 оттенков синего» по пьесе А. Денисовой, реж. Я. М. Тумина - 2012 — женские роли («Polverone» по новеллам Тонино Гуэрры, реж. Я. М. Тумина) «Русская антреприза» им. Андрея Миронова - 2015 — Елизавета Адуева («Обыкновенная история», реж. Е. П. Баранов) Такой театр - 2010 — Марта («Человек случая», реж. А. Л. Баргман) Театр «За Чёрной речкой» - 2017 — «Трюк», реж. Я. М. Тумина |

### Роли в кино
| Год       |     | Название                              | Роль                          |
| --------- | --- | ------------------------------------- | ----------------------------- |
| 1987      | тф  | Книга заклинаний ведьмы Грамбиллы     | Француэлла                    |
| 1988      | ф   | Кошкин дом (фильм-спектакль)          | кукла Рина                    |
| 1989      | тф  | Возвращение со звёзд                  | танцовщица                    |
| 1991      | ф   | Разборчивый жених                     | поэтесса                      |
| 1994      | ф   | Секрет виноделия                      | Соня                          |
| 1998      | ф   | Цветы календулы                       | Анна                          |
| 1996      | тф  | Музыка любви. Неоконченная любовь     | [ 15 ]                        |
| 1997—1997 | с   | Kapusta Master 1                      | [ 15 ]                        |
| 2001—2001 | с   | Улицы разбитых фонарей. Менты-4       | Тамара                        |
| 2003—2003 | с   | Линии судьбы                          | Надежда                       |
| 2004—2004 | с   | Брежнев                               | Виктория Петровна в молодости |
| 2004—2004 | с   | Принцесса и нищий                     | Евгения                       |
| 2005—2005 | с   | Столыпин… Невыученные уроки           | Великая Княгиня Елизавета     |
| 2006      | ф   | Мне не больно                         | жена олигарха                 |
| 2007—2007 | с   | Антонина обернулась                   | Надежда                       |
| 2007—2007 | с   | Августейший посол                     | принцесса Анна                |
| 2008      | ф   | Тот, кто гасит свет                   | Ольга, мать убитой девочки    |
| 2008      | ф   | Трудно быть Мачо                      | Соломатина                    |
| 2009      | ф   | Буратино                              | мама Карло                    |
| 2010      | ф   | Подсадной                             | [ 15 ]                        |
| 2011—2011 | с   | Наркотрафик                           | [ 13 ]                        |
| 2011—2011 | с   | Формат А4                             | [ 13 ]                        |
| 2012      | кор | Сизиф счастлив                        | [ 13 ]                        |
| 2012—2012 | с   | ППС-2                                 | [ 13 ]                        |
| 2013—2013 | с   | Двойной блюз                          | [ 13 ]                        |
| 2013—2013 | с   | Маяковский. Два дня                   | Наталья Тимофеевна Шехтель    |
| 2013      | ф   | Как завести женщину (не был завершён) | мама                          |
| 2014      | кор | Каждый первый                         | ➤                             |
| 2015—2015 | с   | Морские дьяволы. Смерч. Судьбы        | [ 13 ]                        |
| 2017      | кор | Тупик                                 | [ 15 ]                        |

2004 «Русская революция» (Англия) — Лариса Рейснер
2021 "Закладка", к/м, реж. Елизавета Верхозина, роль Светлана Николаевна, библиотекарь

### ТВ проекты
2010 – Проект Бэллы Курковой - программа „Плоды просвещения. „Дворянское гнездо” цикл из 4 документальных фильмов. Россия, Телеканал „Культура”.
2007 – Реж. Катушкин М. Телевизионная программа „Я снова в Павловске...” цикл передач. Россия, Телеканал „Культура”.

Режиссерские работы
2021 – " Три сестры. Игра в солдатики." По пьесе А.Чехова, театр Мастерская
2022 – "Электровоз ВЛ10" по текстам Дмитрия Данилова, театр Карлссон Хаус
2023 – " Зеленая птичка" по пьесе Карло Гоцци, театр Карлссон Хаус
2024 – " Лабиринт Мэри Уайт" театр Драм.Площадка

### Создание кукол
Примерно с 2005 года шьёт кукол, часть из которых («Пьеро», «Коломбина») «играли» в спектакле «Вишнёвый сад» Александринского театра.
ВЫСТАВКИ
2012 –Персональная выставка авторских кукол „Куклы с актёрским образованием” СПб государственная Театральная библиотека.
2011 –Выставка фоторабот „Окна.” СПб государственная Театральная библиотека.
2010, 2015  –Выставка „Друзья Коломбины. Куклы для себя” Совместный проект со Стефанией Граурогкайте. Санкт-Петербург, Галерея „Сарай” в Фонтанном доме.

## Отзывы
«Есть художники, несущие людям хаос и расщеплённость своего духа, и есть другие — дающие миру свою стройность», — писал Михаил Кузмин в 1910 году о творчестве поэтов-акмеистов. В игре Марины Солопченко существует та же стройность, всё подчинено созидательному аполлоническому началу. … Все героини … не похожи друг на друга, каждая вычерчена своим собственным движением, внутренним танцем, грацией, особой женственностью… и с просветляющей «прекрасной ясностью».— Анна Сологуб

## Награды и признание
- I премия на Всесоюзном конкурсе артистов-чтецов (1987, Москва) — за «Роман в письмах» А. С. Пушкина
- приз «За лучшую женскую роль» на фестивале молодёжных театров (1996, Санкт-Петербург) — Ласточка («Соната счастливого города», ТЮЗ)
- приз «За лучшую женскую роль» общества «Театрал» (1998, Санкт-Петербург) — Мицико («Дом спящих красавиц», Белый театр — Театр на Литейном)
- приз «За лучшую женскую роль» VIII Международного театрального фестиваля «Театр без границ» (2007, Магнитогорск) — Тойбеле («Тойбеле и её демон», Большой театр кукол)
- премия «Золотой софит» (2008) в номинации «Лучший актёрский ансамбль» — за дуэт с С. Д. Бызгу («Тойбеле и её демон», Большой театр кукол)[2][20]
- Заслуженная артистка России (2008[1])
- премия «Золотой софит» (2013) в номинации «Лучшая роль в театре кукол» — за роли в спектакле «Polverone» (Большой театр кукол)[21]
- приз «Лучшая актёрская работа» на фестивале «Арткино» (2014, Москва) — за роль в фильме «Каждый первый»[22][23]

была номинирована
- на «Лучшую женскую роль» (2000, «Золотой софит») — «Женитьба Гоголя», Театр на Литейном[24]
- на «Лучшую женскую роль» (2001, «Золотая Маска») — Елена Андреевна («Леший», ТЮЗ)
- на «Лучшую женскую роль» (2004, «Золотая Маска») — Нора («Нора», Белый театр)
- на «Лучший актёрский дуэт» (2010, «Золотой софит») — с А. М. Вартаньян («Смешные поневоле», театр «Приют комедианта»)[25]